# Maison Mattot
Vous lisez un « bon article » labellisé en 2023.
La maison Mattot est un immeuble résidentiel de style moderniste situé boulevard Frans Dewandre à Charleroi en Belgique. Elle est dessinée en 1937 par l'architecte Marcel Leborgne pour le directeur de la maternité Reine Astrid, le docteur Mattot. C'est une maison de ville mitoyenne composée d'un cabinet de consultation au rez-de-chaussée et d'un appartement au bel étage, logement adapté aux besoins d'une personne seule.
L'architecte dessine également le mobilier, dont ne subsistent que les éléments encastrés.

## Histoire
C'est dans le contexte de l'urbanisation du boulevard Dewandre de Charleroi que l'architecte Marcel Leborgne dessine en 1937 une maison pour Henri Mattot, gynécologue et directeur médical de la maternité Reine Astrid érigée à proximité. Il dispose d'une longue parcelle étroite et traversante en chevron dont les façades avant et arrière sont nettement séparées et décalées. Le bâtiment est flanqué de l'immeuble Moreau et se trouve du côté opposé du boulevard par rapport à l'immeuble Henry. Ces deux immeubles, ainsi que la maternité, sont l'œuvre du même architecte et construits à la même époque.
En 1955, lors d'un changement de propriétaire, le second étage est agrandi et une terrasse y est ajoutée. La frise de tuiles dans le haut du bâtiment disparaît à cette occasion. 
D'autres petites transformations ont été apportées pour adapter l'immeuble à la fonction de bureau, surtout dans la partie arrière. En 2015, il est occupé par un bureau d'architecture.

## Architecture
Dans cette construction moderniste, Marcel Leborgne parvient à dominer la configuration particulière du terrain pour répondre correctement au programme précis « d'habitation pour un gynécologue célibataire »,. 
« La volumétrie, souvent assez recherchée dans les œuvres antérieures, évolue ici vers un élémentarisme marqué, tandis que l'attention se concentre de plus en plus sur les détails et la richesse des matériaux. »
Le bâtiment comporte trois niveaux. 

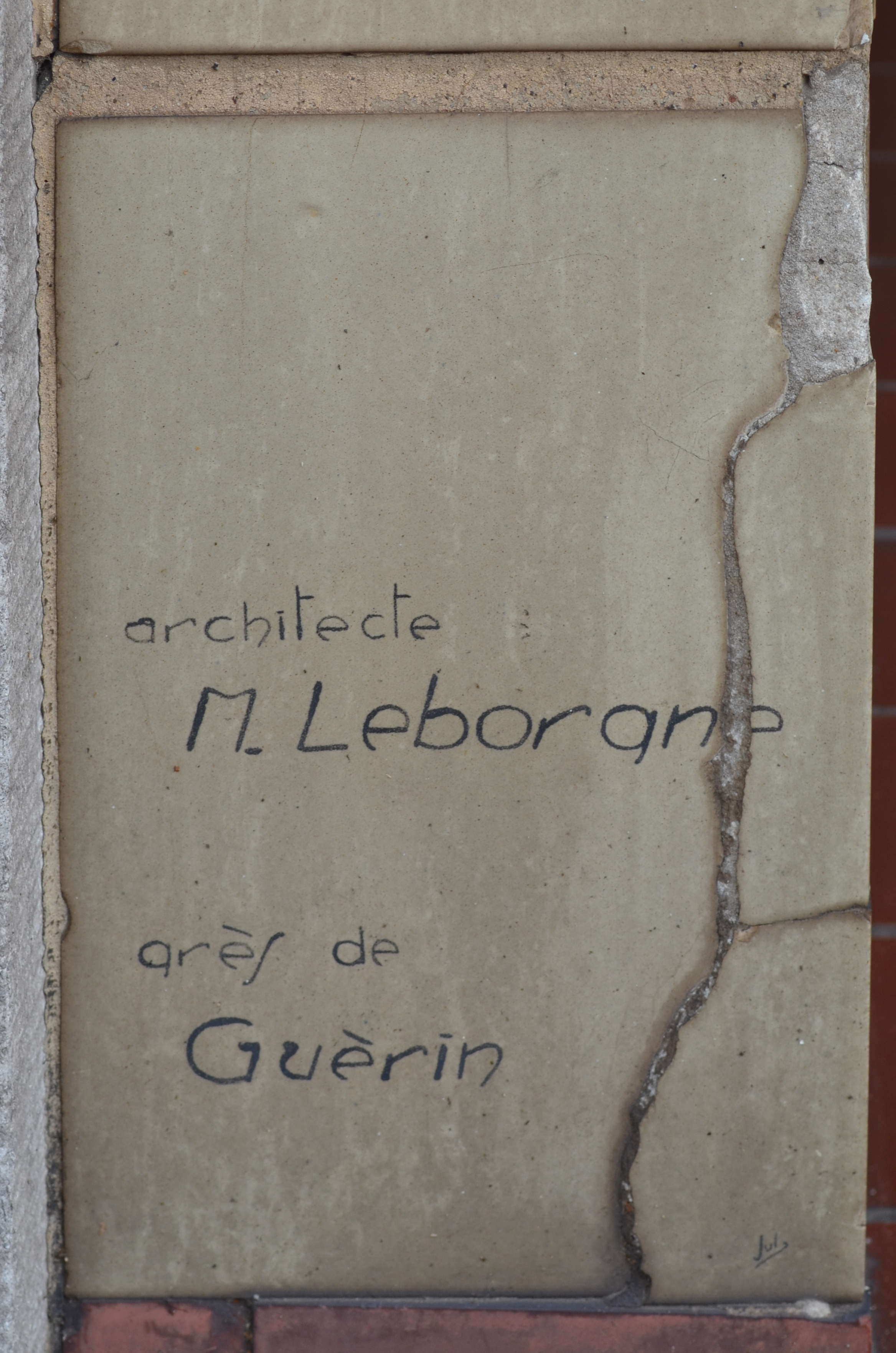
Grès de Guérin avec la signature de l'architecte.

Au rez-de-chaussée, les espaces sont compartimentés selon leur fonction : à l'avant, vers le boulevard Dewandre, le cabinet médical et, à l'arrière de celui-ci, une salle d'attente et des toilettes. La partie arrière de ce niveau, vers le boulevard Joseph II, est occupée par le garage, la cuisine et l'escalier de service vers le niveau supérieur. 

En façade principale, la verrière, qui éclaire uniquement le cabinet, s'incurve doucement et invite à entrer. Marcel Leborgne s'est vraisemblablement inspiré de la maison Dotremont, construite en 1932 à Uccle par Louis-Herman De Koninck, qui use du même dispositif d'entrée.

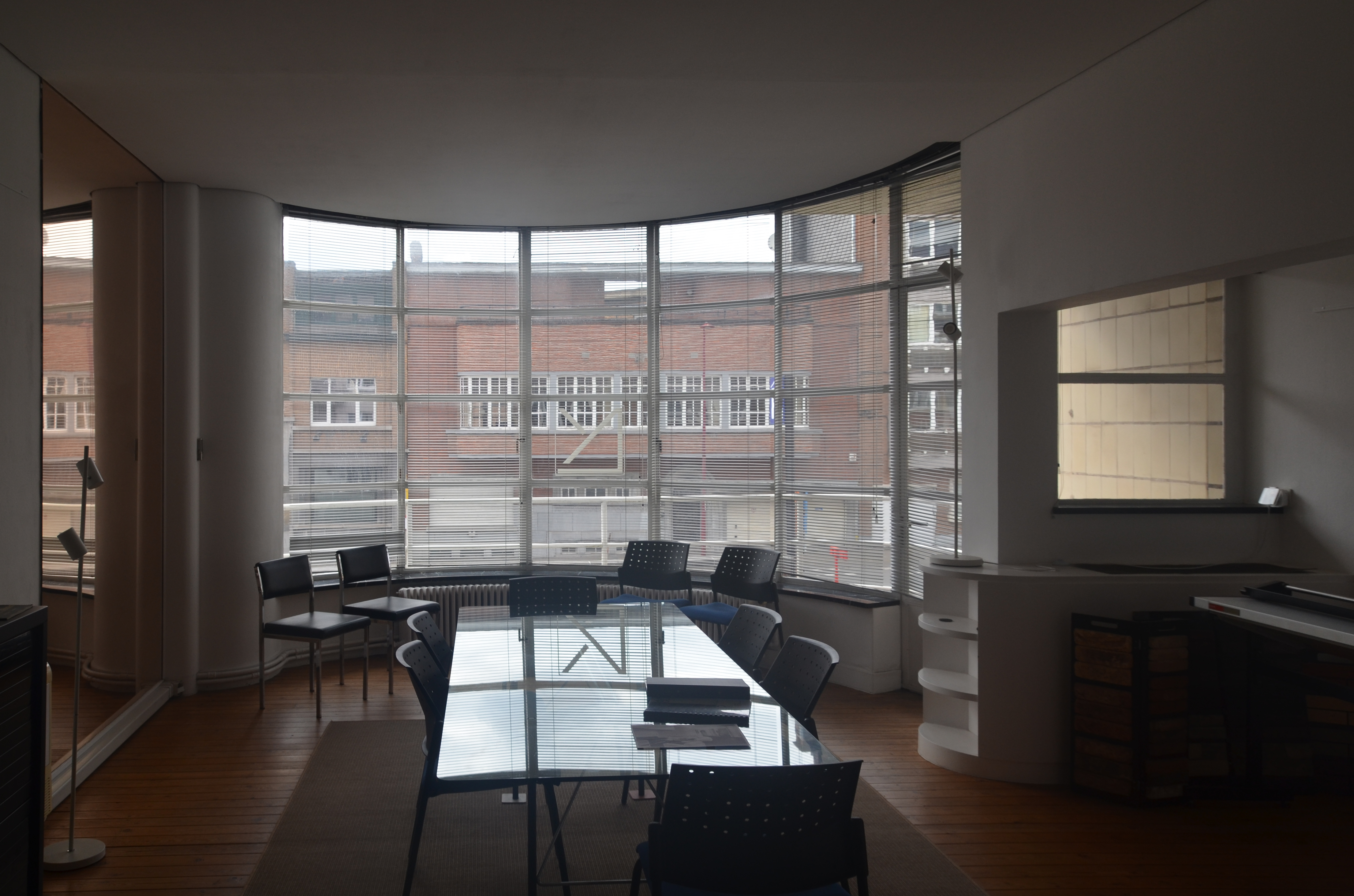
Vue vers le boulevard depuis l'intérieur au premier étage.

Le premier étage est un vaste espace complètement ouvert, basé sur les principes de Frank Lloyd Wright, qui s'adapte parfaitement aux besoins d'une personne seule. Des cloisons coulissantes y permettent de séparer temporairement le séjour, orienté vers le boulevard Dewandre, de l'espace hygiène et repos. En façade, la grande baie présente une légère saillie ouvrant l'espace intérieur vers le boulevard, il se trouve ainsi en interaction avec la rue et le paysage urbain. La rotonde vitrée offre un maximum de lumière. Le balcon est équipé d'un garde-corps métallique se présentant comme un bastingage,.
Le dernier étage comporte un second appartement, sans doute prévu pour des invités, et une chambre de bonne. Il dispose de deux fenêtres quadrangulaires qui épousent le rythme de l'immeuble Moreau voisin.
Les deux premiers niveaux sont habillés de briques en grès de Guérin couleur pierre de France, donnant de la clarté au revêtement.

## Aménagement intérieur et mobilier
Au rez-de-chaussée, le plan du cabinet de consultation répond à l'usage — bureau, salle d'examen et cabinet de déshabillage — et correspond donc aux critères du modernisme, tandis que le jeu de courbes et de lignes de la cage d'escalier est davantage dans l'esprit de l'Art déco. La polychromie, aujourd'hui disparue, est connue par les descriptions de la revue Bâtir : c'est un mélange de bleu et de dorure à la feuille, de rouge, de teintes ébène de Macassar et abricot pâle, de verts et noirs,.
Au premier étage, toutes les fonctions sont regroupées dans un même espace dans lequel seul le mobilier distingue l'usage. La polychromie jouait, comme au rez-de-chaussée, sur des contrastes chromatiques.
Marcel Leborgne dessine également l'intégralité du mobilier afin de « garantir l'ordre et empêcher d'inutiles variations ». Celui-ci a aujourd'hui disparu, sauf les éléments encastrés qui subsistent en partie. Ce mobilier a été réalisé par les Ateliers d'art De Coene frères (nl) de Courtrai.